# Weli

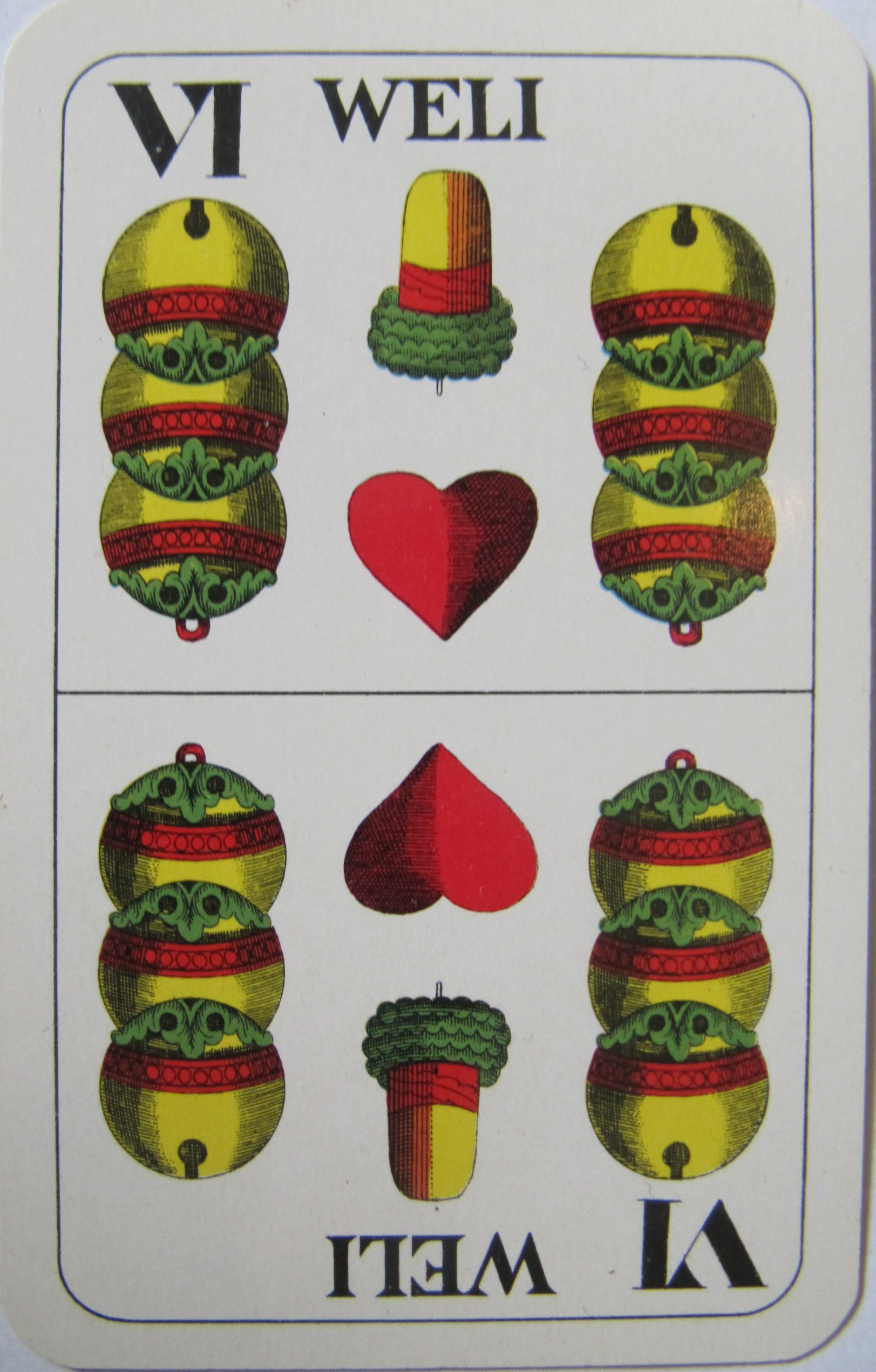
Le Weli d'un jeu de cartes de type Doppeldeutsche, utilisé en Autriche.

Le Weli est une carte à jouer de certaines variantes régionales du jeu de cartes allemand.

## Caractéristiques
Le Weli est présent dans les variantes autrichiennes du jeu de carte allemand,, ainsi que dans le jeu salzbourgeois utilisé dans la province italienne de Bolzano. Dans ces deux cas, il occupe la position du six de grelot. Toutefois, pour indiquer sa situation particulière, il possède – en plus de six symboles de grelot — un symbole de gland et un autre de cœur ; son nom est également indiqué en capitales : « WELI ». Sur les jeux de cartes qui ne répètent pas les motifs symétriquement par rapport à l'horizontal, la partie inférieure du Weli comporte une représentation de la  tombe de Paul de Tarse sous un arbre.
Le Weli est utilisé dans plusieurs jeux qui font usage de 33 cartes : 32 cartes (Daus, roi, Ober, Unter, dix, neuf, huit et sept) des quatre enseignes allemandes (cœur, feuille, gland et grelot) plus une carte additionnelle. Les paquets de cartes étant souvent vendus avec plus de 33 cartes (36 ou 40 en général), le Weli sert d'ordinaire simplement de six de grelot ; Les jeux qui l'utilisent spécifiquement demandent simplement d'éliminer quelques cartes du paquet pour n'en garder que 33.
Parmi les jeux employant le Weli, on trouve le Bieten (de), le Perlaggen et Schnellen (de), joués au Tyrol et au Vorarlberg, et au Watten (de), joué dans l'ouest de l'Autriche. Le Weli sert d'excuse au Bieten et d'atout supplémentaire dans les autres jeux.

## Historique
Le Weli est également appelé Welli ou Belli, et dialectalement Wöli, Wöüli ou Belle. Le nom provient vraisemblablement de l'italien belli, « cloches ».
Historiquement, le Weli apparaît vers 1860 chez les cartiers de Salzbourg, qui réalisent également des cartes pour le Tyrol ; ils modifient le jeu tyrolien et désignent le six de cœur comme Weli. Le Weli est intégré au jeu salzbourgeois comme six de grelot vers 1870 ; le jeu tyrolien est évincé à cette même époque.